# ذي عتام (إب)
ذي عتام هي إحدى قرى الجمهورية اليمنية. تتبع جغرافيا لمحافظة إب وإداريًا لمديرية العدين. يبلغ تعداد سكانها 3196 نسمة حسب الإحصاء الذي أجري عام 2004.